# Skylanders:Superchargers
Skylanders: Superchargers är det femte spelet i Skylandersserien. Spelet släpptes år 2015 och fick positiva recensioner.  Skaparna av spelet är Vicarious Visions och Beenox. Spelen innan det var Skylanders Spyros Adventure (2011), Skylanders: Giants (2012), Skylanders: Swap Force (2013) och Skylanders: Trap Team (2014). Skylanders går ut på att ställa en figur på en platta, även kallad portal of power, och sen kommer figuren upp i spelet och det går att spela som den figuren. Alla Skylanders spel är översatta till svenska och detta gäller även Skylanders Superchargers.

## Handling
Handlingen i spelet är att man som portalmästare har hittat speciella Skylanders som kallas Superchargers. Med dem ska spelaren stoppa Kaos och hans partner Mörkret från att härska Skylands och rädda Eon som är den största makten i Skylands. För att hjälpa Superchargers kan man kombinera Superchargers med sina farkoster som gör dem supercharged och då blir de ännu starkare. Om rätt Skylander kombineras med rätt farkost blir de Supercharged.

## Karaktärer

Skylanders Superchargers karaktärer är märkta med någonting elementrelaterat på basen själva figuren står på som t.e.x plast som är formad som och även ska efterlikna jord. Farkoster märks med ett utformat element + rörliga delar som t.e.x flaxande vingar eller hjul som kan rulla. Skylanders-exempel på bilden (den längst till vänster): Shark Shooter Terrafin. farkost-exempel på bilden (från den i mitten till den längst till höger): Shield Striker och Jet Stream.

Spelet introducerar 18 nya Skylanders/Superchargers. Alla Skylanders från tidigare spel funkar i detta spel. De enda skylandersfigurerna som inte funkar är figurerna från spelet Skylanders: Imaginators (2016) som släpptes ett år efter Skylanders Superchargers och var det sista spelet i Skylandersserien.

## Farkoster
Spelet introducerar 18 nya farkoster. Farkosterna är båtar, bilar och flygplan och det finns speciella uppdrag i spelet för farkosterna. Det finns undervattensuppdrag där man måste en båt, det finns raceuppdrag där man måste använda en bil och det finns flyguppdrag där man måste använda ett flygplan.

## Startpaket

Dessa samlarobjekt låser upp spelbara bossar som var och en av dom kommer med en egen farkost som används i alla olika slags race. Detta gäller alla trophies. Dom låser även upp racebanor och racemodes. Detta gäller alla trophies exklusive Kaos Trophy. Skylanders Superchargers trophy-exempel på bilden: Kaos Trophy

I det vanliga startpaketet för Skylanders Superchargers får spelaren med två Superchargers som heter Spitfire och Super Shot Stealth Elf. Man får även med Spitfires farkost Hot Streak. Spelaren får också med en poster så man kan se allting man kan samla på och man får med en portal of power och spelet. I startpaketet Dark edition får man med Dark Edition Spitfire, Dark Edition Super Shot Stealth Elf, Dark Edition Hot Streak, Dark Edition Sea Shadow och Kaos Trophy. Man får också med en poster så man kan se allting det går att samla på och även en portal of power och spelet. Skylanders: Superchargers kan även köpas digitalt på Xbox One och Xbox Series X|S och är det enda skylanders-spelet med någon slags digitalisering av köp. Portal of power behövs fortfarande för att kunna spela spelet och måste därmed köpas separat.

## Skylanders Superchargers Racing
Det finns ett spin-offspel till Skylanders Superchargers som kallas Skylanders Superchargers Racing (2015) som bara fokuserar på race mode alltså inte äventyrs mode som det är i vanliga Skylanders Superchargers. Detta spel är exklusivt till Nintendoplattformar och där fick man med antingen Turbo Charge Donkey Kong eller Hammer Slam Bowser i startpaket till Skylanders Superchargers Racing. Det är exklusivt till Nintendo 3DS och Nintendo Wii. Donkey Kong och Bowser är två klassiska Nintendofigurer som sen blev Skylanders och Amiibos. De två kallas då för Nintendo Guest Stars och det går bara spela med dem på Nintendo Wii U-versionen av Skylanders Superchargers eller Nintendo 3DS och Nintendo Wii-versionen av Skylanders Superchargers Racing.

## Spelutvecklare
En annan sak som Vicarious Visions är kända för är att de skapade Crash Bandicoot N. Sane Trilogy. Beenox har gjort ett fåtal egna spel men deras huvuduppgift är för det mesta att hjälpa andra spelföretag med deras spel som t.ex. Beenox hjälpte Vicarious Visions att göra Skylanders Superchargers. Nästan all musik som förekommer i spelupplevelsen är komponerad av Filmkompositören Lorne Balfe.

## Liknande koncept som Skylanders
- Amiibo – spelfigurer/samlarfigurer från Nintendo som kan användas i diverse Nintendo-spel
- Disney Infinity – spel som använder liknande koncept, fast med disney´s karaktärer[4]